# Ashigaru

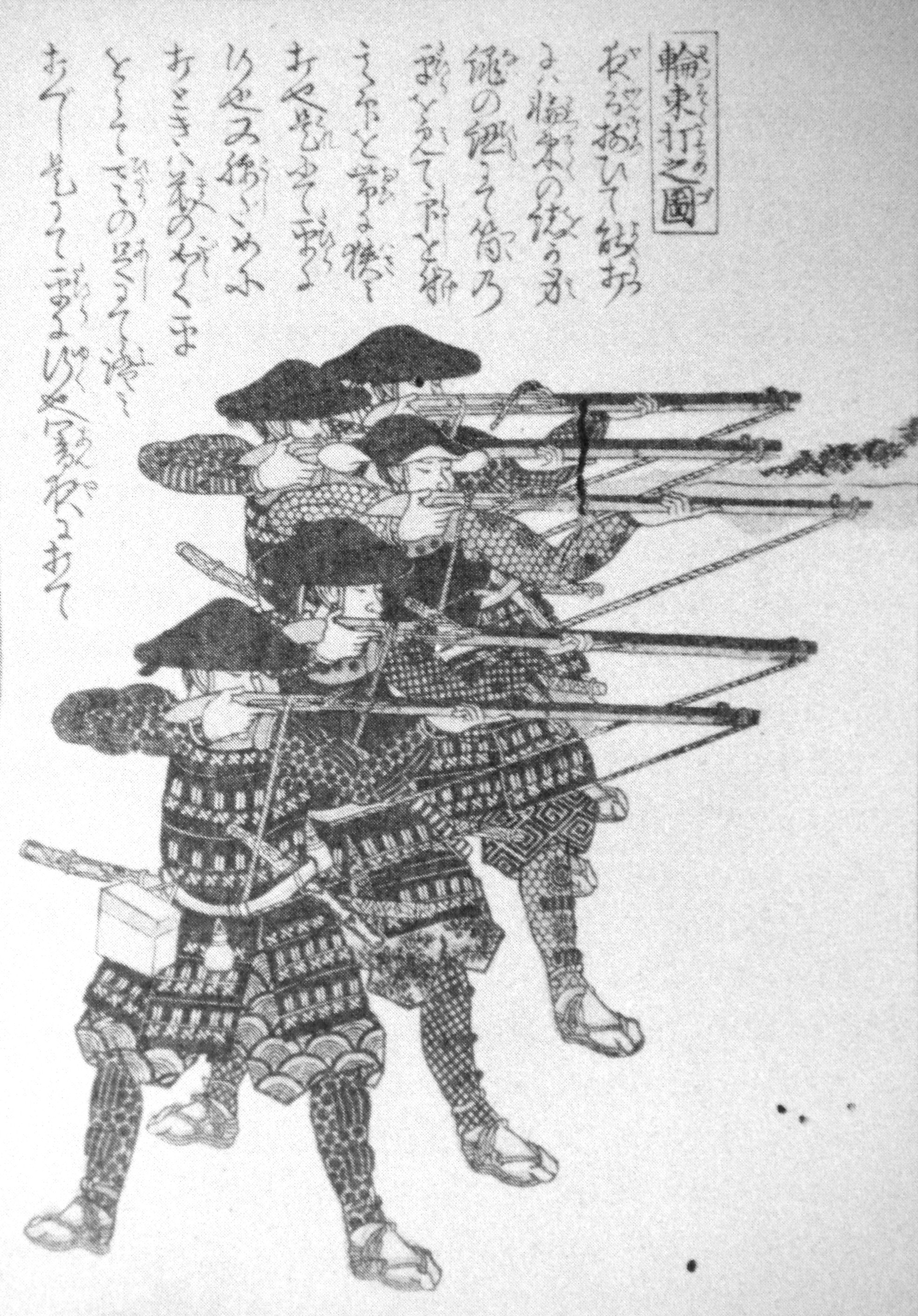
Ashigaru in armatura e jingasa sparano con dei Tanegashima.

Gli ashigaru (足軽? lett. "piedi leggeri") furono fanti impiegati nei conflitti del Giappone feudale dalla casta dei samurai. Il primo riferimento noto agli ashigaru risale al XIV secolo, ma è solo durante il periodo Muromachi che l'uso degli ashigaru divenne prevalente tra le varie fazioni in guerra.

## Origini
Vennero fatti dei tentativi da parte dell'Imperatore del Giappone Tenmu (673-686) di arruolare un esercito nazionale di leva, ma con scarsi risultati, e nel X secolo il Giappone faceva invece affidamento sui singoli feudatari perché fornissero gli uomini necessari a combattere le guerre. Questi feudatari, proprietari di cavalli, avrebbero poi formato la casta dei samurai, e gli uomini che per loro lavoravano la terra divennero i fanti durante le guerre. Questi fanti potevano avere antichi legami di fedeltà verso i feudatari che risalivano a molte generazioni precedenti.
I samurai, insieme ai contadini a piedi, combatterono in molte guerre e conflitti tra cui le invasioni mongole del Giappone nel 1274 e 1281. Il costante incessare delle guerre tra il IX e il XI secolo ha fatto sì che si rendesse necessario l'arruolamento di soldati slegati da questi vincoli di fedeltà. Pagati solamente col bottino derivato dalle razzie, questi mercenari non erano ben addestrati e quindi non vi si poteva sempre fare affidamento in battaglia. Ciò nonostante, questi soldati di ventura sarebbero poi diventati gli ashigaru.

## Armi e armature

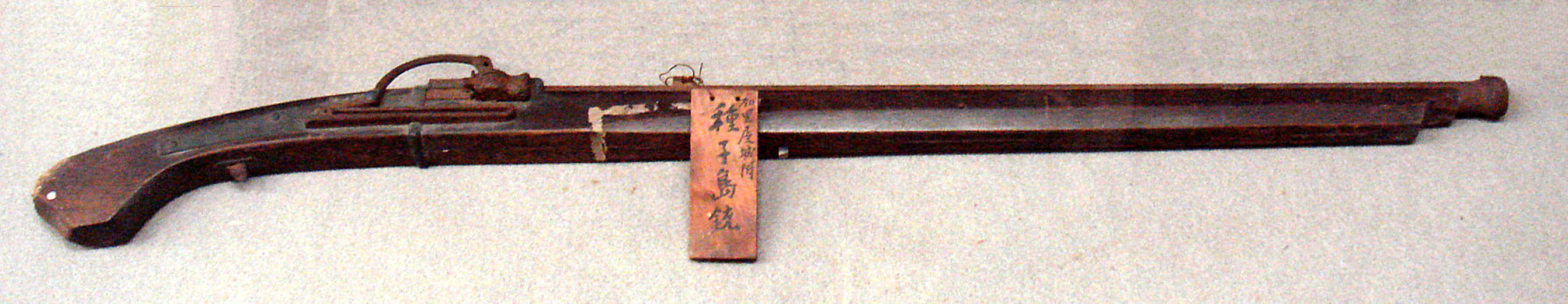
Una Tanegashima senza decorazioni, del tipo impiegato dagli ashigaru.

Gli ashigaru erano comunemente armati con una naginata, yari, yumi e una spada. L'armatura indossata dagli ashigaru variò a seconda del periodo, da nessuna protezione al pesantemente corazzato. Poteva consistere di un cappello conico chiamato jingasa laccato, costruito in pelle o ferro, pettorali (dō), elmo (Kabuto), cappuccio (tatami zukin), delle maniche rinforzate (kote), gambali (suneate), e cosciali (haidate).
La guerra del periodo Sengoku (XV e XVI secolo) richiese grandi quantità di armature da produrre per i sempre crescenti eserciti di ashigaru. Semplici munizioni, corazze ed elmetti vennero prodotti in serie tra cui l'armatura chiamata tatami che poteva essere piegata su se stessa per diminuirne l'ingombro. La tatami era costituita da piccole piastre di ferro rettangolare o esagonale, unite tra loro per formare cotta di maglia e cucita su una base in panno. Nel XVI secolo gli ashigaru furono anche equipaggiati con archibugi del tipo noto come Tanegashima. Potevano inoltre portare lungo la schiena un'asta con in cima uno stendardo, chiamata sashimono per facilitarne l'identificazione durante la battaglia.

## Servizio in guerra

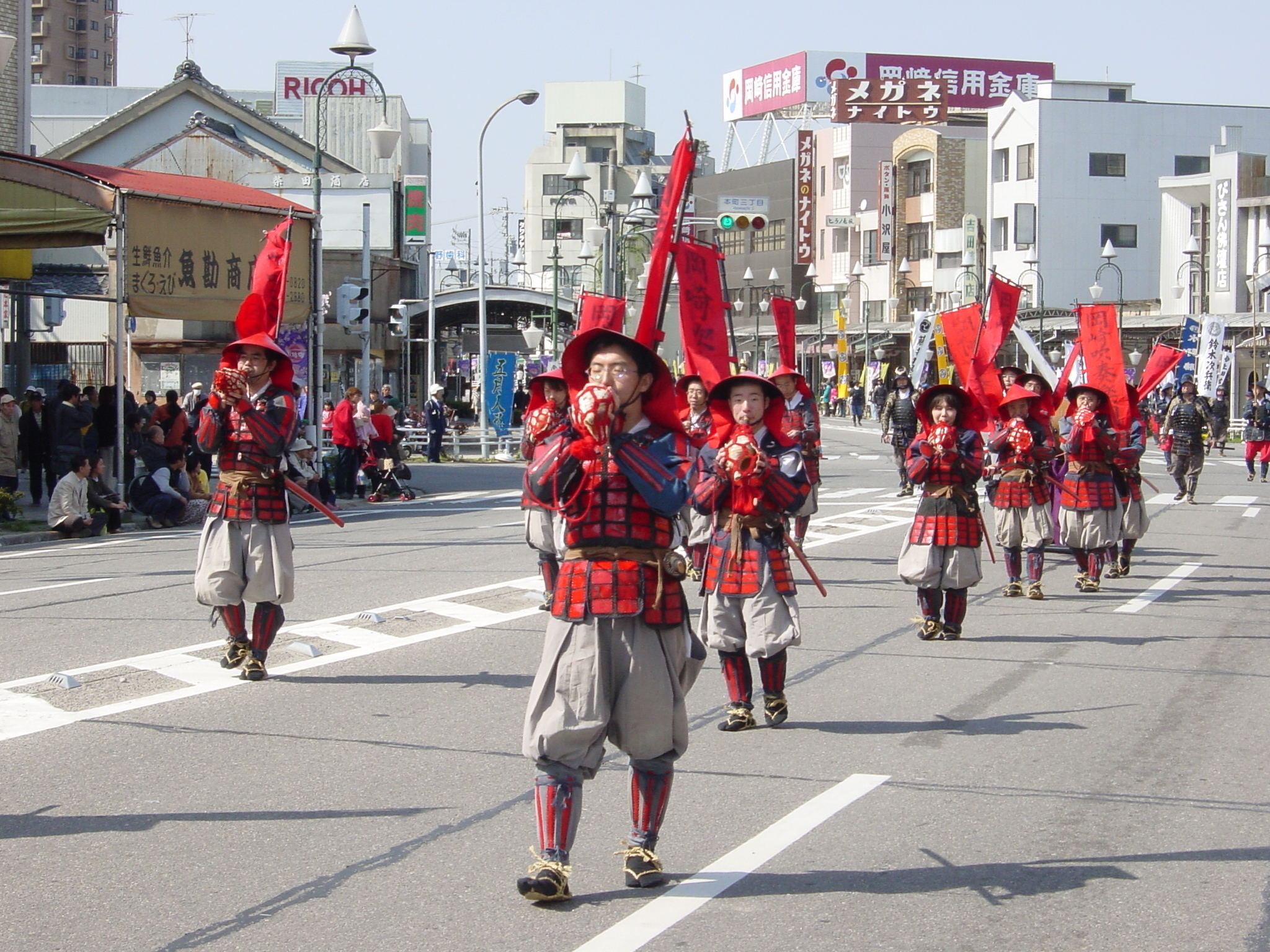
Un gruppo di rievocatori vestito da ashigaru marciano in parata come parte della rievocazione della Battaglia di Sekigahara.

Durante la guerra Ōnin, gli ashigaru si guadagnarono la fama di soldati indisciplinati quando saccheggiarono e bruciarono Miyako (l'odierna Kyoto). Nel successivo periodo Sengoku il modo di combattere in guerra cambiò da numerosi duelli singoli al confronto tra formazioni disposte in ranghi. Pertanto, gli ashigaru diventarono la spina dorsale di molti eserciti feudali e alcuni di essi guadagnarono maggiore risalto.
Coloro a cui venne affidato il controllo degli ashigaru venivano chiamati ashigarugashira (足軽頭?). Il più famoso di loro era Toyotomi Hideyoshi, che promosse molti dei suoi seguaci al rango di samurai. Yamauchi Katsutoyo fu uno dei questi samurai, successivamente diventato daimyō, che iniziò la propria carriera come ashigaru.

## Nuove armi e tattiche

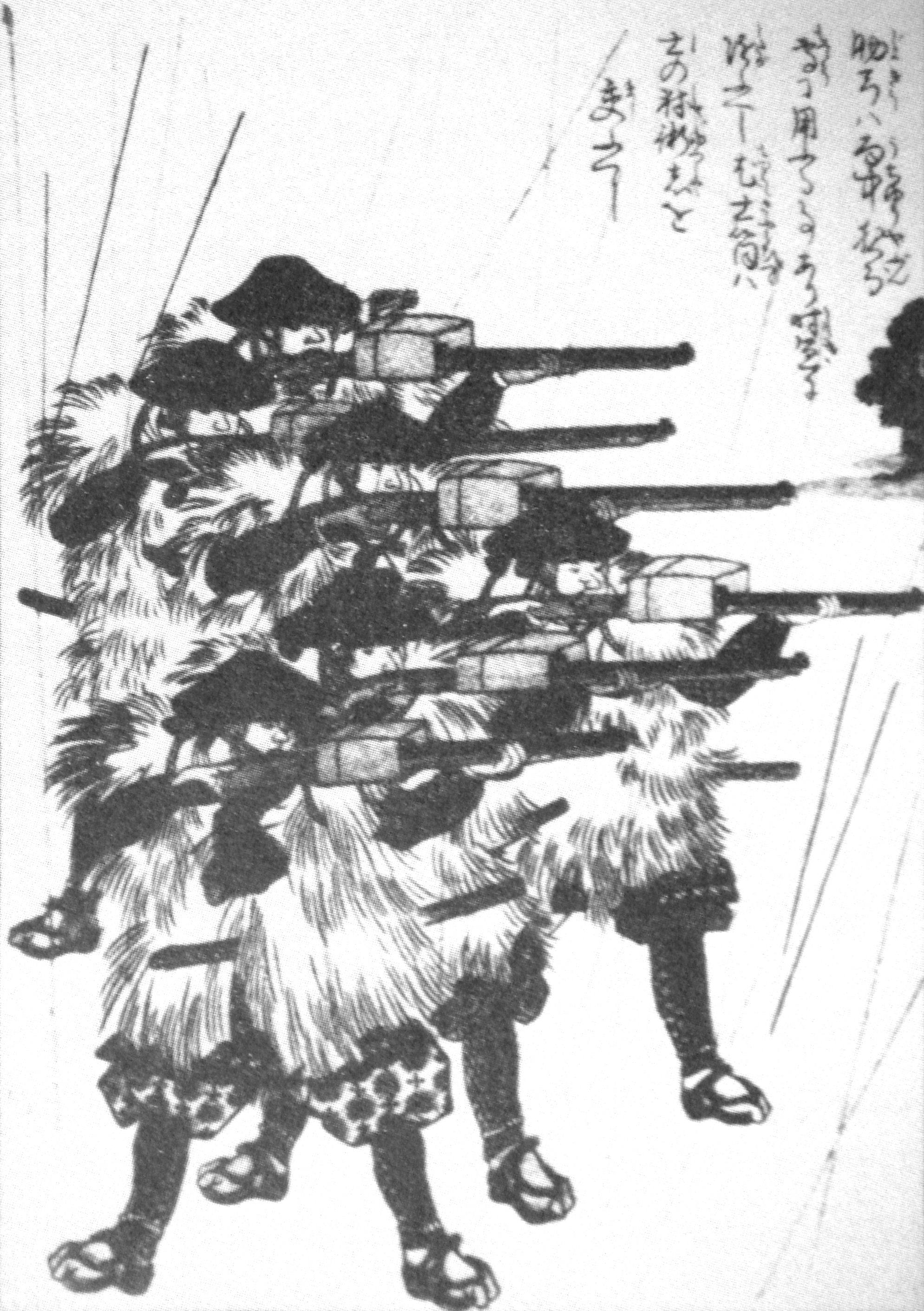
Stampa del periodo Edo che raffigura degli ashigaru indossare i mino (impermeabili di paglia) sotto la pioggia mentre impiegano dei Tanegashima-teppō.

Gli ashigaru costituirono la spina dorsale degli eserciti dei samurai nei periodi più recenti. Il vero cambiamento per gli ashigaru iniziò nel 1543 con l'introduzione degli archibugi da parte dai portoghesi. Quasi immediatamente i daimyō iniziarono a dotare i propri ashigaru con le nuove armi che richiedevano scarso addestramento per essere impiegati con profitto, rispetto agli archi lunghi che richiedevano anni e anni di pratica. Man mano che le battaglie diventavano più complesse e le forze in campo più numerose, gli ashigaru vennero sottoposti a rigorosi addestramenti in modo che mantenessero i ranghi di fronte al fuoco nemico.
Il vantaggio degli archibugi si è rivelato decisivo nelle guerre dei Samurai. Ciò divenne evidente nella battaglia di Nagashino nel 1575, dove fucilieri ashigaru, accuratamente posizionati, appartenenti ai clan Oda e Tokugawa, sventarono le ripetute cariche della cavalleria del clan Takeda contro le linee difensive del clan Oda distruggendo la spina dorsale della macchina da guerra dei Takeda.
Dopo la battaglia, il ruolo degli ashigaru negli eserciti venne riconosciuto, ed essi divennero un essenziale complemento ai samurai. Questo vantaggio venne utilizzato nelle invasioni della Corea nel 1592 e nel 1597 contro i coreani e successivamente contro i cinesi. Anche se il rapporto tra i fucili e gli archi era 2:1 alla prima invasione, il rapporto divenne 4:1 durante la seconda invasione data l'alta efficacia dei fucili.

## La dismissione della leva obbligatoria
Dopo l'instaurazione dello shogunato Tokugawa, l'arruolamento di ashigaru cadde in disuso. Dal momento in cui gli ashigaru divennero soldati professionisti dopo Oda Nobunaga, gli ashigaru vennero gradualmente allontanati dal lavoro terriero. Durante il periodo Edo, il ruolo degli ashigaru venne ripristinato e l'uso dei coscritti venne abbandonato per oltre duecento anni in Giappone. Gli ashigaru vennero considerati parte della classe dei samurai in alcuni Han (domini), ma non in altri.

## Galleria d'immagini

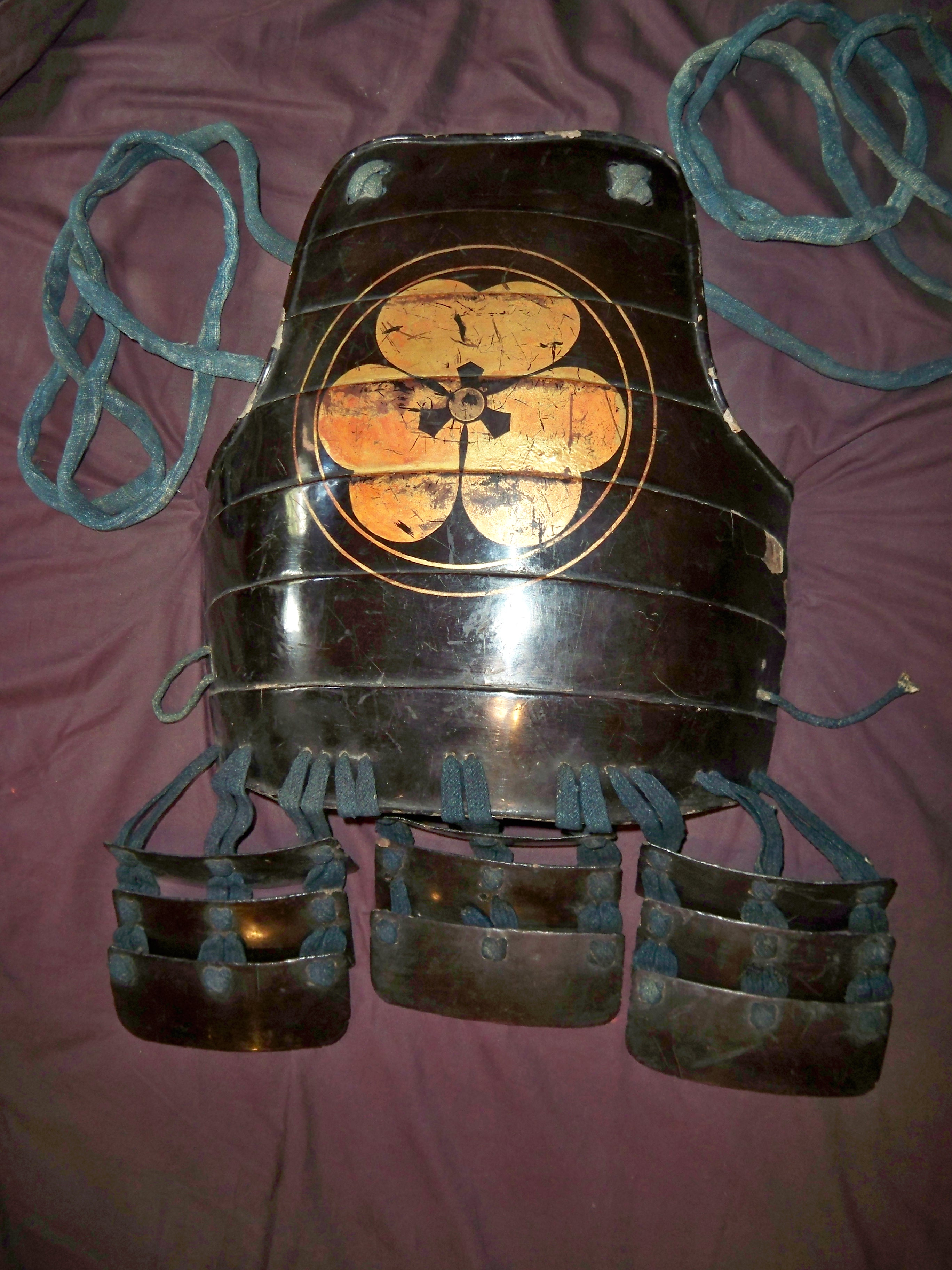
Pettorale del periodo Edo hara-ate dō. Piastre di ferro laccato con cinturino posteriore in stoffa.
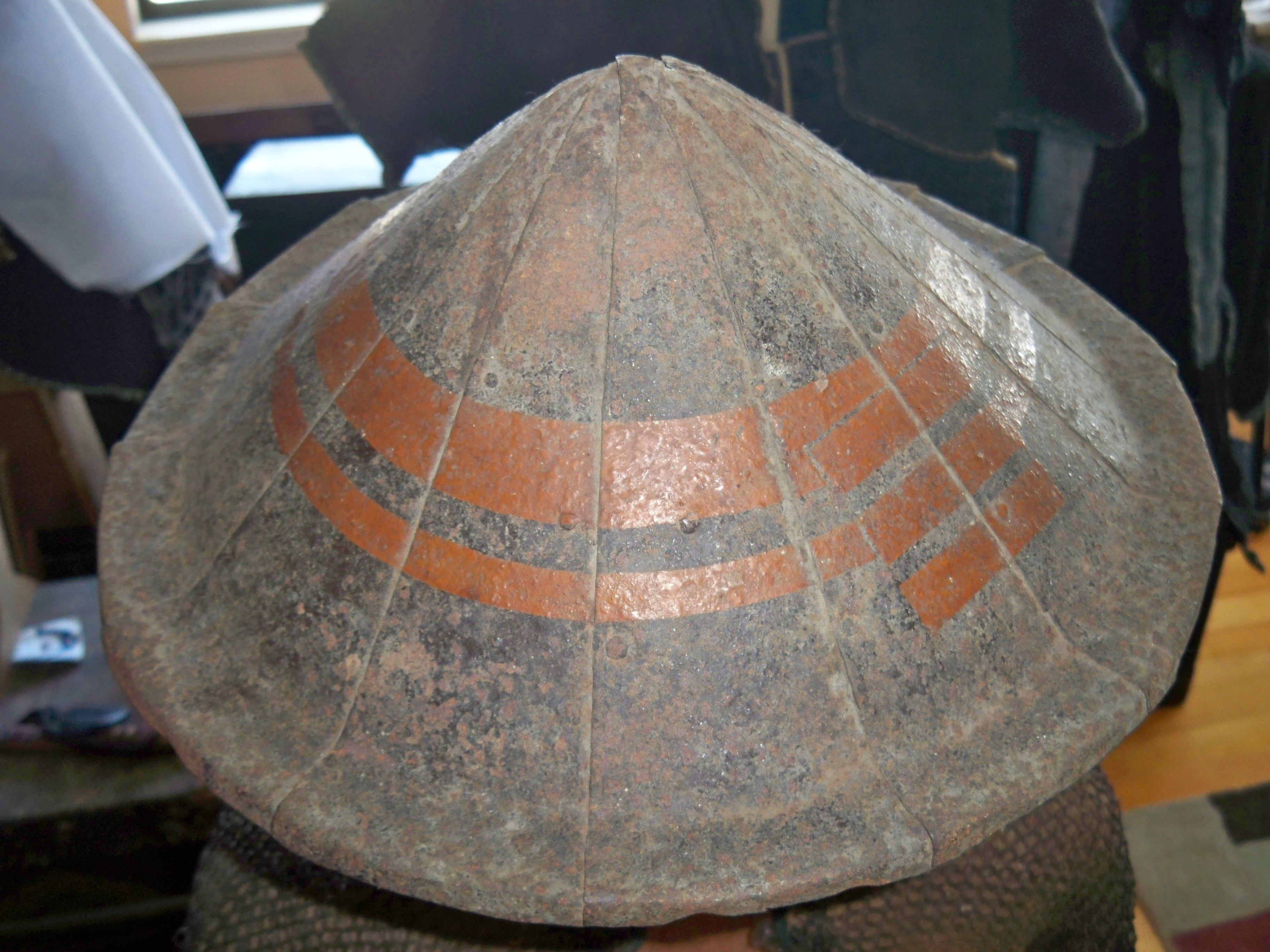
Jingasa del periodo Edo.
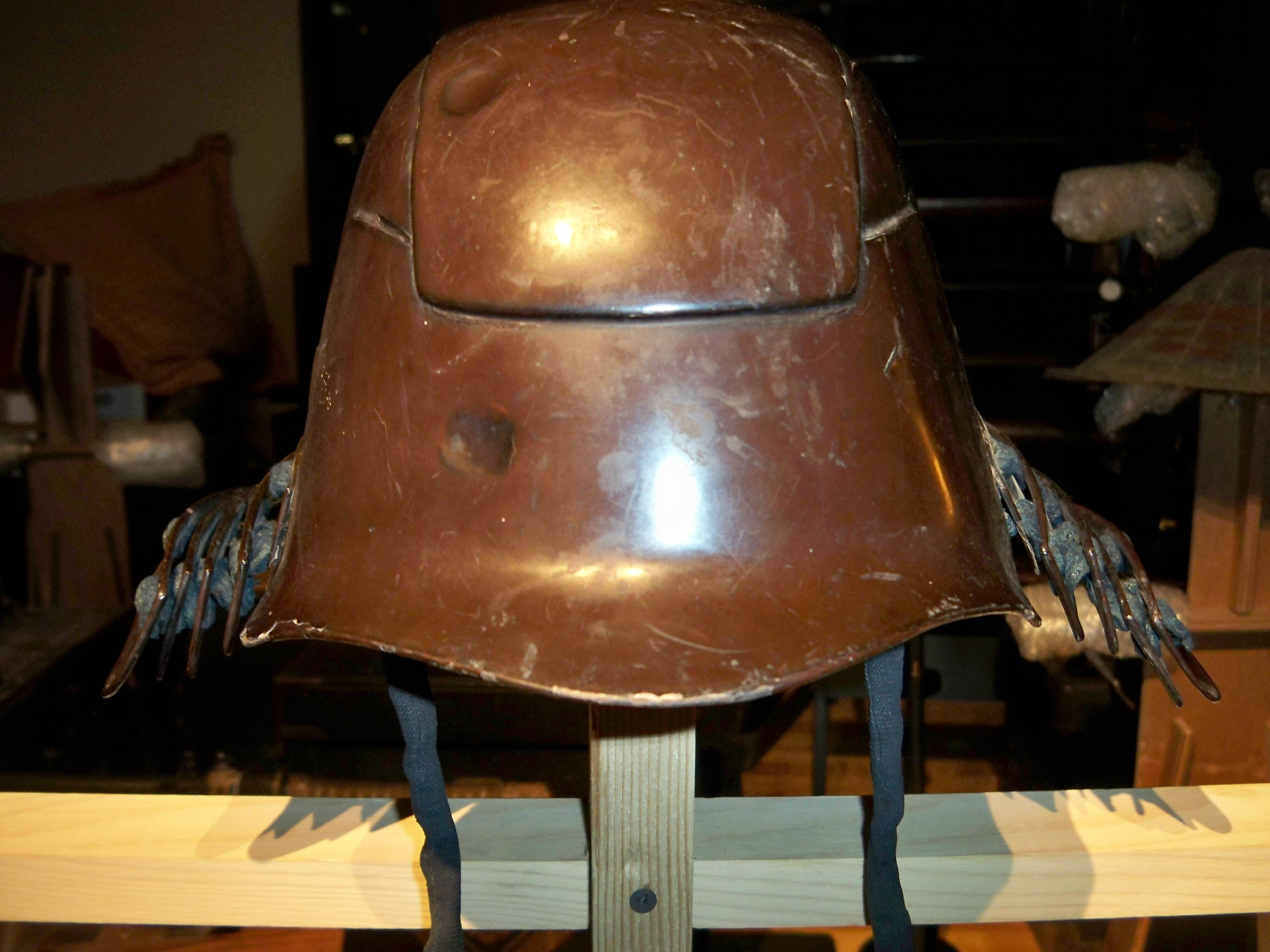
Elmo kabuto del periodo Edo in stile zunari, liscio senza cimiero.
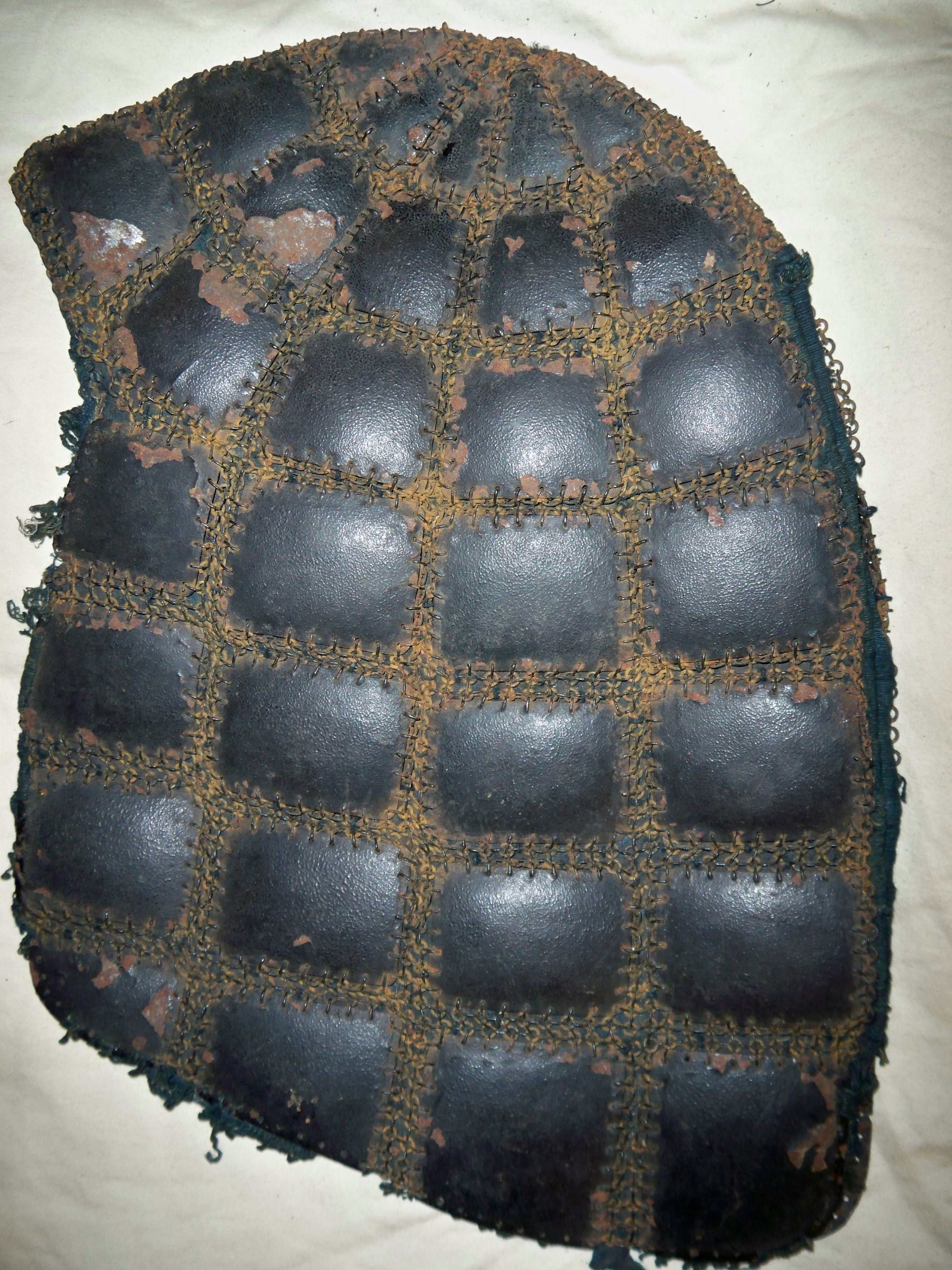
Karuta zukin del periodo Edo, un cappuccio rinforzato in maglia e rivetti di ferro.
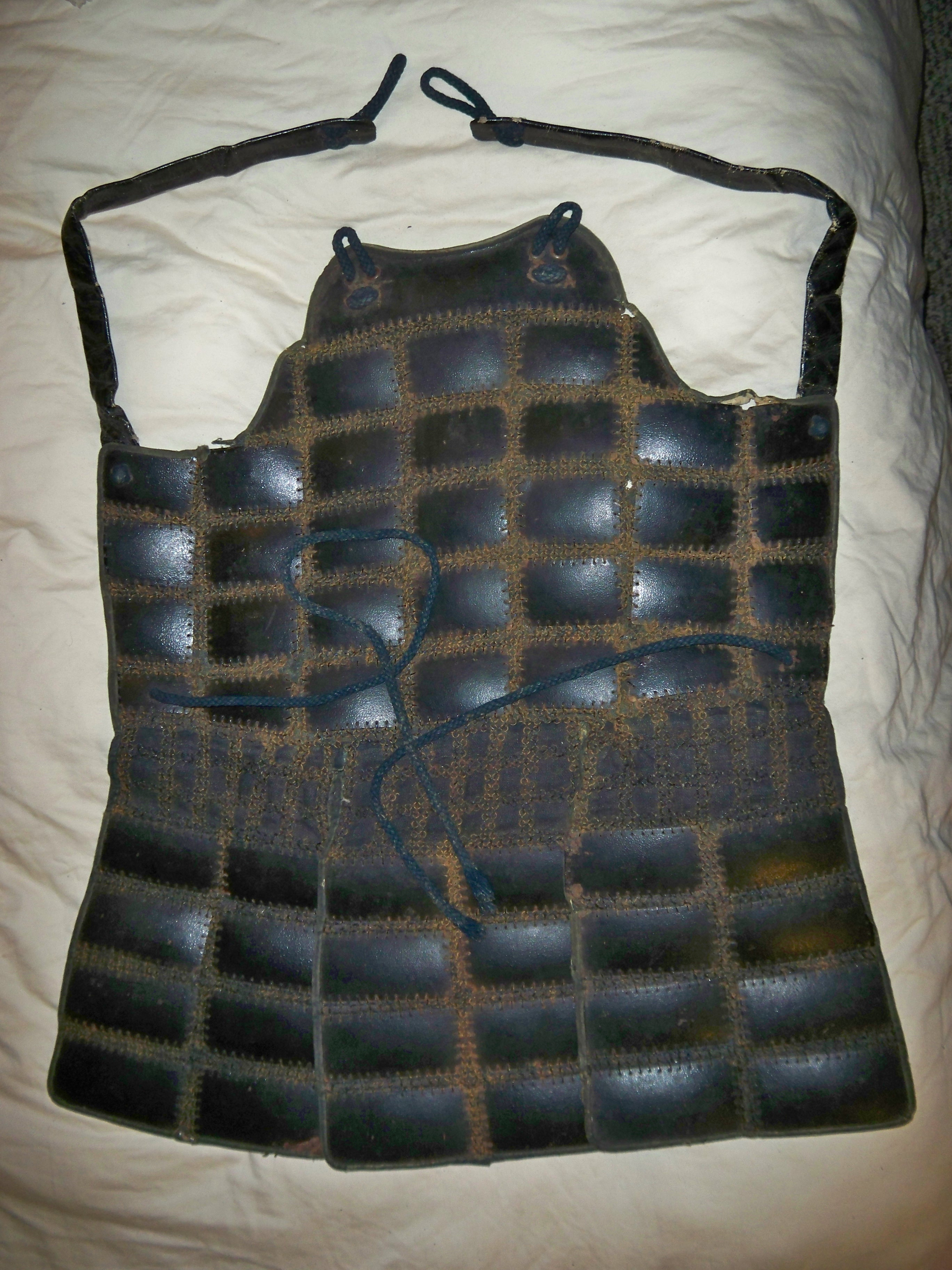
Karuta tatami dō del periodo Edo, in stile hara-ate.
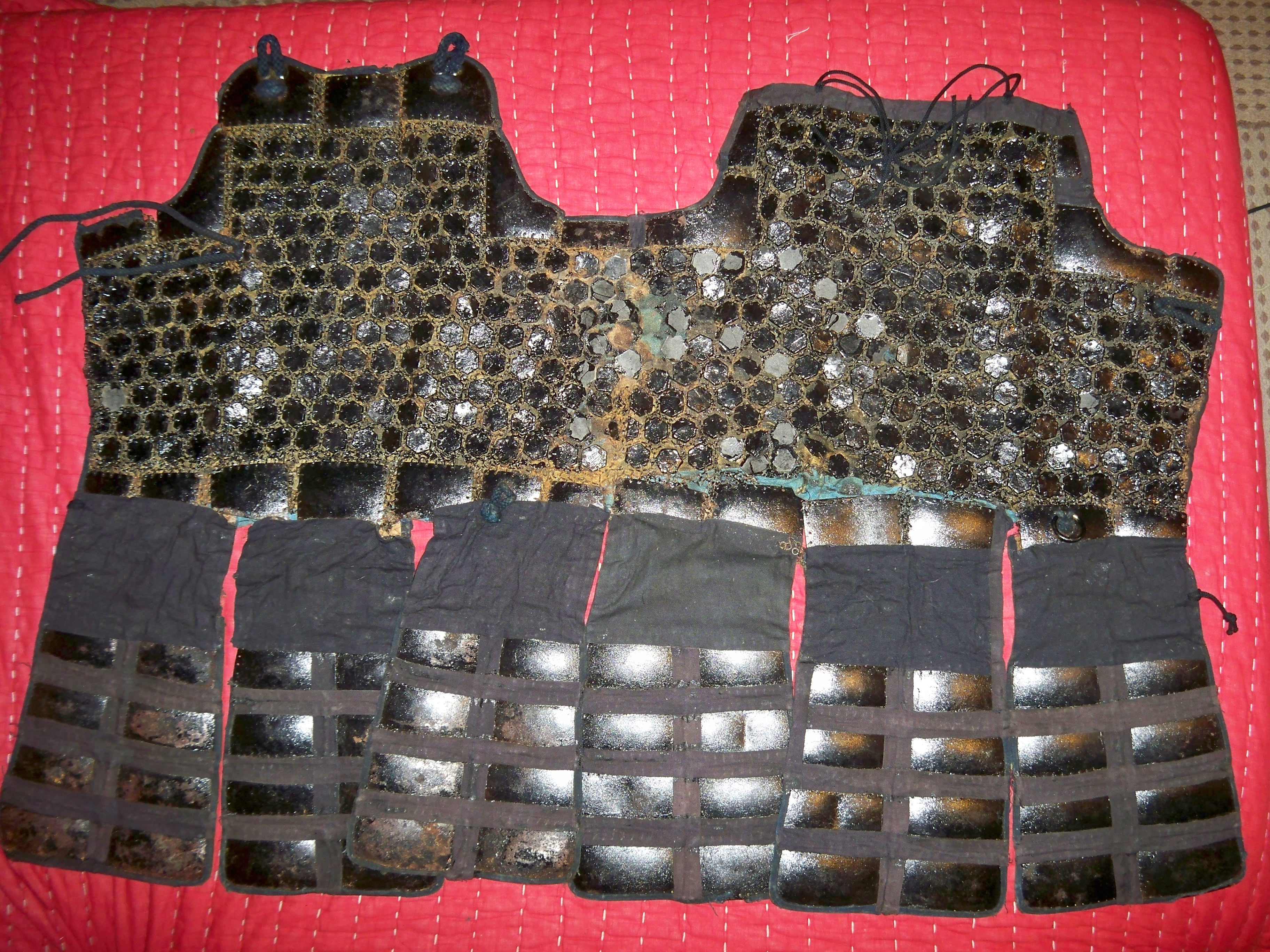
Kikko tatami dō del periodo Edo. Un pettorale pieghevole realizzato con piccole piastre di metallo esagonale.
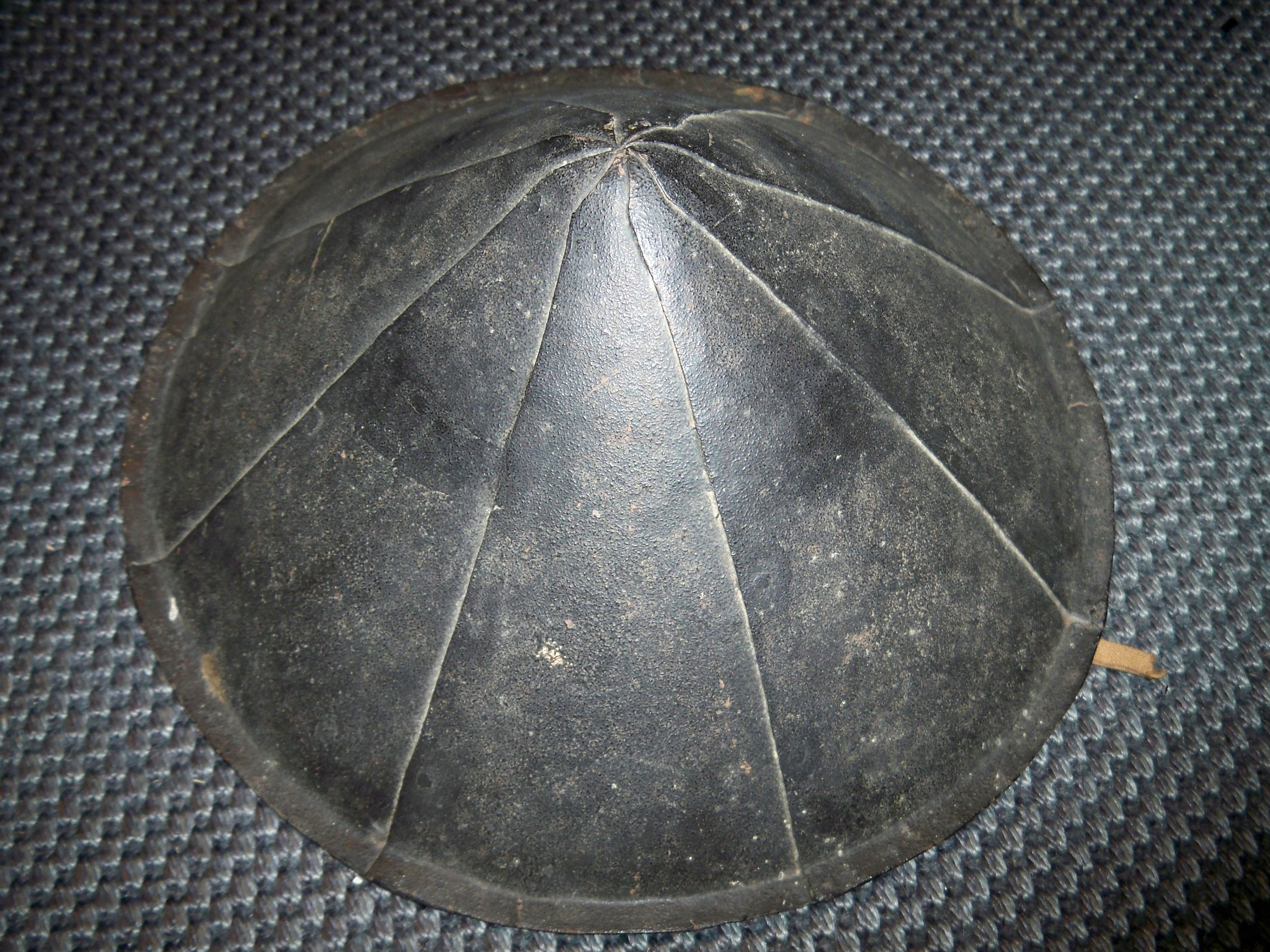
Jingasa, in ferro del periodo Edo. Otto piastre di ferro assemblate insieme.